# Svensk Camping
Svensk Camping (tidigare SCR Svensk Camping), är en svensk branschorganisation och ett marknadsföringsbolag för svenska campingplatser.
Organisationen bildades 1967 och hade 319 medlemsföretag 2024.
Svensk Camping ansvarar för certifiering och klassificering (3–5 stjärnor) av Sveriges campingplatser. Svensk Camping driver också flera olika marknadsföringskanaler, ger ut resemagasin och driver en webbaserad marknadsplats och bokningssida för campingplatser.